# Eric Westroth
Karl Ingmar Eric Westroth, född 31 mars 1971 i Älghults församling, Kronobergs län, är en svensk politiker (sverigedemokrat). Han är ordinarie riksdagsledamot sedan 2018, invald för Jönköpings läns valkrets sedan 2022 (dessförinnan invald för Hallands läns valkrets 2018–2022).
I riksdagen är Westroth ledamot i skatteutskottet sedan 2018 samt suppleant i EU-nämnden och Riksdagens överklagandenämnd.